# Deacon McGuire
James Thomas McGuire, dit Deacon McGuire, (18 novembre 1863 - 31 octobre 1939, d'une pneumonie), est un joueur et manager américain de baseball. Il évolue comme receveur en ligue majeure entre 1884 et 1910 puis devient manager entre 1898 et 1911. Sa carrière de joueur s'étend sur 26 saisons ; c'est un record en ligues majeures qui tient jusqu'en 1993. McGuire remporte deux fanions de la ligue nationale avec les Brooklyn Superbas (1899 et 1900).

## Carrière
Natif de Youngstown (Ohio), McGuire déménage avec sa famille à Cleveland, où il passe son enfance. Il commence sa carrière dans le baseball professionnel avec les Toledo Blue Stockings en of the American Association. Quand l'équipe de Toledo cesse ses activités, il rejoint les Detroit Wolverines. Il signe ensuite chez les Philadelphia Quakers (1886), où il reste trois saisons, avant de revenir brièvement chez les Wolverines (1888) puis achève la saison 1888 avec les Cleveland Spiders. 
Après avoir été manager-joueur à Toronton en International League en 1889, il joue une saison pour l'éphémère franchise des Rochester Broncos, puis rejoint les Washington Senators, où il passe huit ans. Échangé aux Brooklyn Superbas pendant la saison 1899. Il remporte deux fanions de la ligue nationale avec Brooklyn (1899 et 1900).
McGuire passe en Ligue américaine en 1902 en signant chez les Detroit Tigers. Il est transféré chez les New York Highlanders en 1904.
Il a déjà connu une courte expérience de manager-joueur en ligue majeure avec les Senators en 1898, mais McGuire devient manager-joueur à temps complet à partir de 1907 en signant chez les Boston Americans/Red Sox. Il reste deux saisons à Boston puis rejoint les Cleveland Naps pour deux ans et demi sur trois saisons (1909-1911). Succédant à Nap Lajoie, McGuire peine à s'imposer chez les futurs Indians. Il est affublé du surnom de « Molly McGuires » par les fans et les médias. Après le mauvais début de saison 1911 (six victoires pour onze défaites), il démissionne le 3 mai 1911.
Après sa carrière de joueur et de manager-joueur, McGuire devient instructeur chez les Detroit Tigers (1911-1917) avant de reprendre un poste de manager en universitaire, au Albion College, dans le Michigan.